# Împăratul Taishō
 Împăratul Taishō (大正天皇 Taishō-tennō?) (n. 31 august 1879 – d. 25 decembrie 1926) a fost al 123-lea Împărat al Japoniei.

## Primii ani

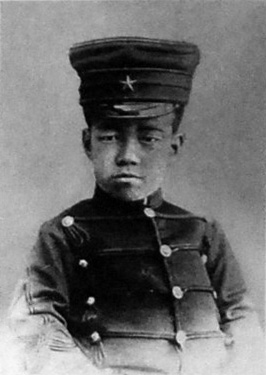
Prințul Yoshihito în 1892.

Prințul Yoshihito s-a născut la Palatul Akasaka din Tokyo ca fiu al împăratului Meiji și al Yanagihara Naruko, o concubină oficială a împăratului. Era o practică obișnuită a timpului ca mama lui să fie considerată consoarta împăratului Meiji, împărăteasa Shōken. El a primit numele de Yoshihito Shinnō și titlul de Haru-no-miya de la împărat la 6 septembrie 1879. Cei doi frați mai mari ai săi muriseră de mici, și el însuși era bolnăvicios. La trei săptămâni după ce s-a născut, s-a îmbolnăvit de meningită.
Conform tradiției, a fost crescut până la vârsta de 7 ani de prințul Tadayasu Nakayama, care l-a crescut și pe tatăl lui, împăratul Meiji. Din martie 1885, Prințul Yoshihito s-a mutat la Palatul Aoyama, unde era îndrumat dimineața la citire, scriere, aritmetică și morală, iar după-amiaza la sport, însă progresul a fost lent din cauza sănătății precare și a febrelor frecvente. Din 1886, lui i s-a predat într-o clasă împreună cu 15-20 de colegi selectați din nobilimea japoneză la o școală specială, Gogakumonsho, în Palatul Aoyama.
Prințul Yoshihito a fost declarat oficial moștenitor la 31 august 1887, iar investitura formală ca prinț moștenitor a avut loc la 3 noiembrie 1888. În timp ce era prinț moștenitor era numit adesea Tōgu (東宮) (termen tradițional utilizat în Asia de Est pentru prinț moștenitor).
A fost primul prinț moștenitor care a plecat din Japonia, a vizitat Coreea în octombrie 1907, împreună cu amiralul Tōgō Heihachirō, generalul Katsura Tarō, și prințul Arisugawa Taruhito. În această perioadă, a început să studieze limba coreeană.
A fost numit primul împărat de Tokio din cauză că el a fost primul împărat care și-a trăit întreaga viața în Tokio.
A fost căsătorit cu prințesa Kujō Sadako, viitoarea împărăteasă Temmei. De-a lungul domniei sale a avut mari probleme de sănătate, încă de la naștere.
În decembrie 1926, a fost anunțat faptul că împăratul s-a îmbolnăvit de pneumonie. A murit din cauza unui atac de cord pe data de 25 decembrie 1926.

## Galerie

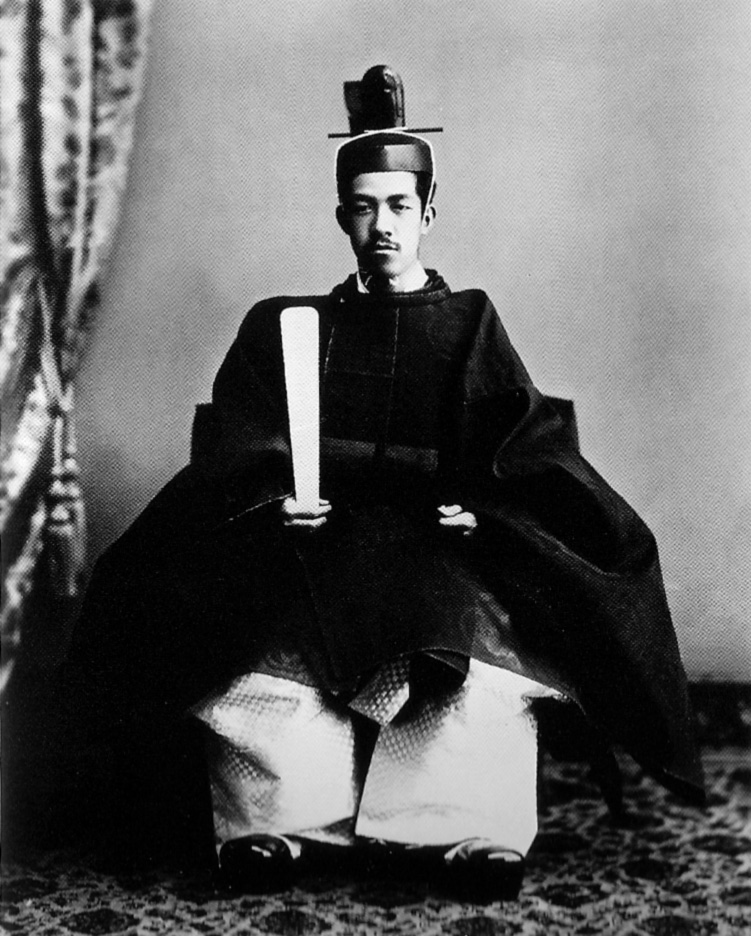
Împăratul Taisho, 1900
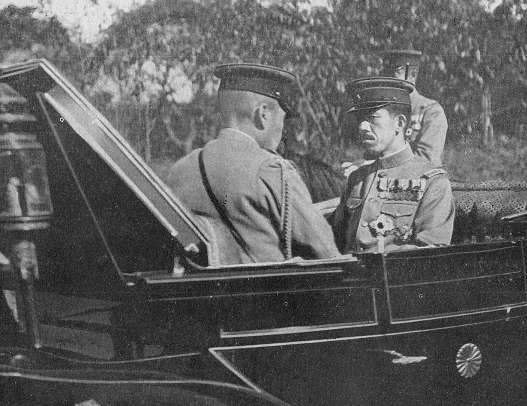
Împăratul Taishō în drum spre deschiderea Dietei, 1917
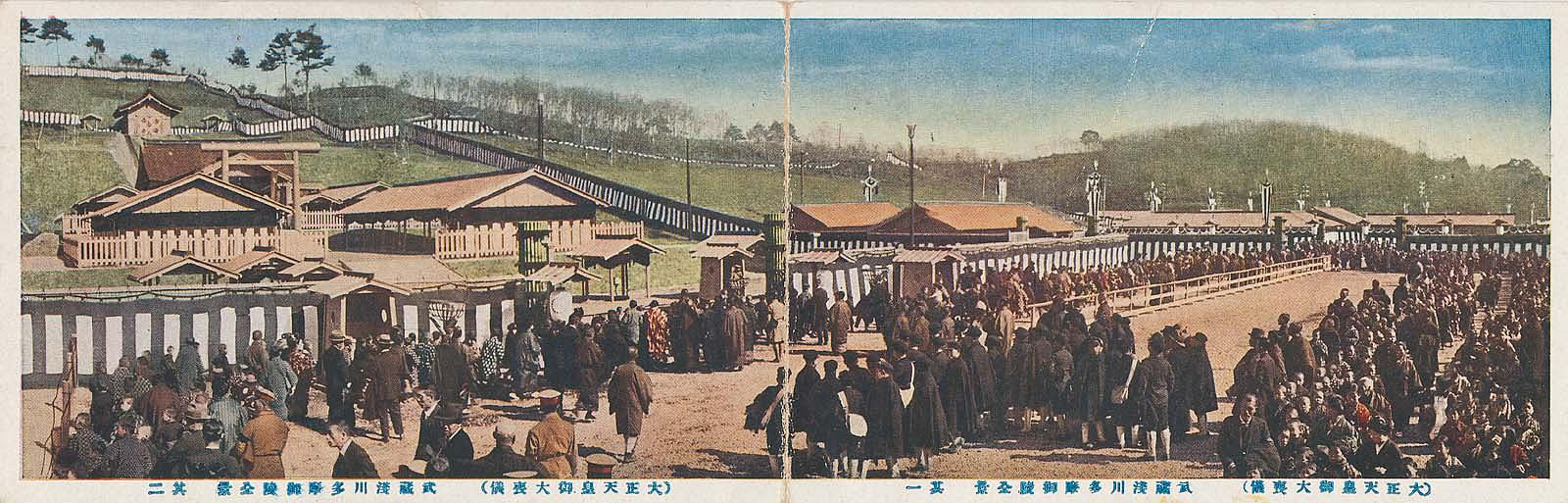
Înmormântarea Împăratul Taisho din Tokyo

| Împăratul Taishō Casa Imperială a JaponieiNaștere: 31 august 1879 Deces: 25 decembrie 1926 |                               |                                      |
| Titluri regale                                                                             |                               |                                      |
| Predecesor: Împăratul Meiji (Mutsuhito)                                                    | Împărat al Japoniei 1912-1926 | Succesor: Împăratul Shōwa (Hirohito) |